# 2019年の交通
2019年の交通（2019ねんのこうつう）とは、2019年（平成31年 / 令和元年）に起こった交通関係の出来事をまとめたページである。
2018年の交通 - 2019年の交通 - 2020年の交通

## 出来事の一覧

### 1月
- （海運） IMSBC コード（国際海上固体ばら積み貨物規則）改正[1]
- （海運）  ロシアで改正連邦航海通商法の一部施行（ロシア連邦の北極海地域において採掘された天然ガスおよび石油の海上輸送・洋上貯蔵をロシア籍船に限定）[2]

### 3月
- （海運）  日本が「2009年の船舶の安全かつ環境上適正な再資源化のための香港条約（シップ・リサイクル条約）」に加盟[3]
- 30日
  - （運航終了）  富士急マリンリゾートは、初島港（静岡県熱海市） - 伊東港（静岡県伊東市）航路（伊東航路）の運航を終了[4][5]。

### 4月
- 19日
  - （交通事故）  東京都豊島区東池袋四丁目の東京都道で高齢者の運転する乗用車が暴走して交差点内に進入し[6][7]、交差点内の横断歩道に突っ込むなどして母子2人が死亡し、9人が負傷、乗用車を運転していた高齢男性も負傷した[8][9]。

### 5月
- 10日
  - （海運） シップリサイクル条約早期発効に向けた国際セミナー開催[10]

### 9月
- 16日
  - （海運） 第6回日中海運政策フォーラム開催[10]

### 10月
- 1日
  - （事故）  台湾 宜蘭県の南方澳大橋が崩落する事故が発生[11]。

### 11月
- 28日
  - （海運）  インドがシップリサイクル条約を批准[10]